# Dusona contumator
Dusona contumator är en stekelart som beskrevs av Hinz 1979. Dusona contumator ingår i släktet Dusona och familjen brokparasitsteklar. Inga underarter finns listade i Catalogue of Life.